# ثقب المفتاح (آثار)
ثقب المفتاح هي آثار على شكل هياكل حجرية ضخمة بمحافظة العيص التابعة لمنطقة المدينة المنورة، تُعرف محلياً بمسمى «ثقب المفتاح»، وتعد أكبر ثقب مفتاح بالعالم. يرجح بأنها تعود للعصور الحجرية، ويقدر تاريخها 9000 سنة قبل الميلاد. كان يطلق عليها محلياً (الرجال النائمون)، وهي محيرة أكثر من شبيهتها حول أودية خيبر لأنها لا تقع قرب وادي كبير.

## نبذة
تعد ثقب المفتاح من أكبر المدافن في العالم، وهو مدفن ضخم جدًا على شكل (ثقب مفتاح)، تختلف في حجمها حيث يوجد منها الصغير والكبير، ولكن كمتوسط يبلغ قطر الدائرة 10م، وطول المثلث 28م، والقاعدة 10م. ولقد شبهها تشارلز داوتي بركامات توجد في سيناء تسمى النواميس.

## حماية الآثار
تأثرت بعض المعالم الأثرية بالسعودية، والتي تمتلك حقبة تاريخية يمتد عمرها لآلاف السنين، من جرّاء العبث عن الكنوز والذهب. من تلك المعالم الأثرية التي نالها العبث هو مدفن «ثقب المفتاح»، الذي يعد أكبر ثقب مفتاح بالعالم، كما أشار بعض الباحثين. كما أعرب الدكتور عيد اليحيى؛ عبر مقطع فيديو ما نصه: ثقب المفتاح بالسعودية من أكبر المدافن، وهو مدفن ضخم جداً على شكل نمط «ثقب مفتاح» حيث أظهر التصوير عن طريق «جوجل»، أن المدفن يتكون من «حرم وخلفه بقية الذيل» يقع على سطح جبل.